# Trimma nomurai
Trimma nomurai es una especie de peces de la familia de los Gobiidae en el orden de los Perciformes.

## Morfología
- Los machos pueden llegar a alcanzar los 1,9 cm de longitud total y las  hembras 1.6.
- Número de  vértebras: 26.[1]

## Hábitat
Es un pez de Mar í de clima subtropical y asociado a los  arrecifes de coral hasta los 35-70m de profundidad.

## Distribución geográfica
Se encuentra en el Japón, Indonesia y Nueva Caledonia.

## Observaciones
Es inofensivo para los humanos.